# Luiz Pieruccini
Luiz Pieruccini foi um comerciante e político ítalo-brasileiro.

## Biografia
Nascido em Lucca, na Itália, Luiz era filho de Luigi Raffaello Puccinelli e Maria Carmelinda Giammattei. Membro de uma família de importantes industriais, chegou ao Brasil junto com seus irmãos Antonio e Giuseppe, radicando-se em data incerta na colônia italiana de Caxias do Sul, onde, por motivo ignorado, passaram a usar o sobrenome Pieruccini.
Estabeleceu-se como comerciante de fazendas, louças e secos e molhados, e logo assumiu um papel destacado na política local. Foi um dos líderes da Revolta dos Colonos, ocorrida em duas etapas, que protestava principalmente contra os impostos atrasados cobrados com juros e multas e contra as péssimas condições da estradas, além de questionar a orientação política da Junta Governativa nomeada pelo Governo do Estado. Pieruccini fez parte da Junta Revolucionária presidida pelo delegado de polícia Francisco Januário Salerno, que em 26 de novembro de 1891 derrubou a Junta Governativa e assumiu a direção do município. Em 14 de dezembro o poder foi devolvido aos seus legítimos detentores, mas a tensão não se dissipou. Para tentar acalmar os dissidentes, em 30 de maio de 1892 o Governo do Estado indicou para o Conselho Municipal mais dois integrantes, Pieruccini e Domingos Maineri, constrangendo os conselheiros eleitos. A situação não agradava ninguém, e os revoltosos se levantaram novamente em 25 de junho depondo o Conselho, instalando em seu lugar outra Junta Revolucionária, composta por Pieruccini, Maineri e Vicente Rovea. Segundo Biavaschi,
"A revolta não é ocasionada apenas pela situação dos impostos municipais, mas pela acirrada luta estadual pelo poder dirigente. Em 12 de novembro de 1891, o poder estadual é assumido pela Junta Governativa Federalista, composta por Assis Brasil, Barros Cassal e General Barreto Leite. A Junta passa o governo para o marechal Câmara em 8 de junho de 1892 e, em 17 de junho de 1892, o Rio Grande do Sul passa a ter um duplo governo, constituído por Silva Tavares e Vitorino Monteiro. […] Como não poderia deixar de ser a situação se reflete na ordem política e econômica do município. Luiz Pieruccini e Domingos Maineri são nomeados pelo general Domingos Alves Barreto Leite, da Junta Estadual Federalista. Com o duplo governo do estado, os líderes federalistas municipais resolvem tomar a Intendência. Esse movimento como o anterior reflete a luta entre federalistas e republicanos. As tentativas de revoltas e as revoltas municipais impedem a normalidade econômica. A Junta Revolucionária suspende novamente o pagamento de impostos. Com a suspensão dos impostos, a maioria da população apoia o golpe, bem como as autoridades policiais e o destacamento da Guarda Cívica".
A crise política foi finalmente solucionada quando Antônio Xavier da Luz foi nomeado pelo Governo do Estado como primeiro intendente municipal, empossado em 1º de agosto de 1892, que imediatamente indicou como seu vice o mesmo Pieruccini.
Pieruccini participou da fundação em 1901 da Associação dos Comerciantes, entidade de vasta influência regional, sendo membro da primeira Diretoria. Em 1904 concorreu para as eleições do Conselho, sendo eleito e empossado em 13 de outubro, permanecendo em exercício até março de 1906, quando novos atritos entre os Poderes constituídos provocaram a renúncia coletiva do corpo legislativo. Faleceu antes de 27 de abril de 1912, deixando três filhos. A viúva faliu em 1914.